# Dorian hurrikán (2019)
A Dorian hurrikán a szélsebességét tekintve a legintenzívebb atlanti-óceáni trópusi ciklon volt a 2005-ös Wilma óta. 2019 augusztusában és szeptemberében pusztított a Kis-Antillák, a Nagy-Antillák, a Bahama-szigetek, valamint az USA, és Kanada környékén. Dorian 295 km/h-s egyperces állandó átlagszélsebességel ért partot, ezzel az 1935-ös "Labor day" hurrikánnal együtt ez a legerősebb partot érő atlanti-óceáni hurrikán, szélsebességét tekintve pedig egyike a legintenzívebb atlanti-óceáni ciklonoknak. Dorian a 2019-es szezon ötödik rendszere, a negyedik nevet kapott vihara, második hurrikánja, első jelentősebb ("major") hurrikánja, és a legelső 5-ös erősségű ciklonja.

## Meteorológiai lefolyás

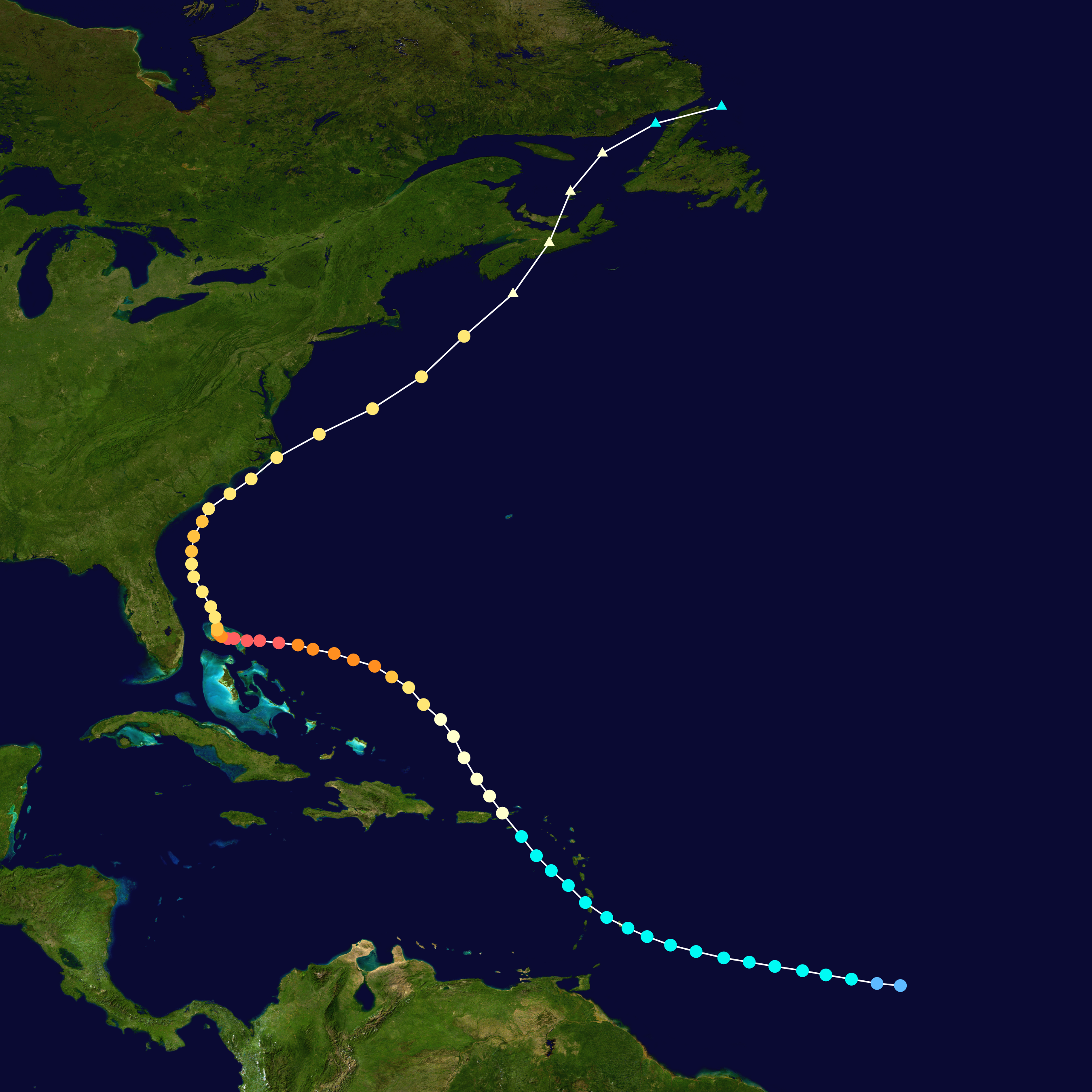
A Dorian trópusi ciklon útvonala

Az amerikai Nemzeti Óceán- és Légkörkutatási Hivatal hurrikánképződést nyomon követő meteorológusai 2019. augusztus 24-én észlelték, hogy a Kis-Antilláktól mintegy 1200 kilométerre kelet-délkeletre elterülő alacsony légnyomású légköri képződményben a szélsebesség meghaladta a trópusi vihar fokozat alsó határát jelentő 63 km/h-t. A keletkezett trópusi vihar a „Dorian” nevet kapta. Ez volt a 2019-es atlanti-óceáni hurrikánszezon negyedik trópusi vihara. A ciklon ezen a ponton mintegy 20 km/h sebességgel nyugat felé haladt. A minimális légnyomás 1008 mbar, a maximális szélsebesség 65 km/h volt.
Másnap a vihar erősödött: az éjszakai órákra a maximális szélsebesség 85 km/h-ra nőtt, a minimális légnyomás 1003 mbarra esett. A képződmény 22 km/h sebességgel folytatta útját nyugat felé. Ezen a ponton a ciklon 485 kilométerre kelet-délkeletre volt Barbadostól. Augusztus 26-án a trópusi vihar intenzitása változatlan maradt; a ciklon enyhén északi irányba tért el addigi pályájától, elhaladt Barbados mellett és a nap végére körülbelül 150 km-re volt Saint Luciától. A következő nap folyamán a – változatlan erősségű – forgószél Saint Luciánál átlépte a Kis-Antillák láncát és a Karib-tenger fölé érve északnyugati irányban folytatta útját 20 km/h sebességgel. A vihar magjában mért minimális légnyomás 1006 mbar volt. Estére a Puerto Rico déli partján fekvő Ponce várostól mintegy 440 kilométerre dél-délkeletre volt a ciklon.
Augusztus 28-án a Dorian trópusi vihar intenzitása fokozódott, és a kora délutáni órákban a ciklon hurrikánná erősödött. Ezen a ponton a vihar centruma az Amerikai Virgin-szigetekhez tartozó St. Thomas közelében volt. Itt 120 km/h-s szélsebességet és 997 mbar minimális légnyomást mértek. A hurrikán északnyugati irányban folytatta útját, és a nap végén már San Juantól 145 km-re északra volt. Ekkor a maximális szélsebesség 140 km/h volt; a minimális légnyomás 986 mbarra esett.
Augusztus 29-én a hurrikán változatlan irányban és sebességgel folytatta útját és a nap végére Hispaniola keleti végétől mintegy 500 km-re északra volt. Ekkorra a maximális szélsebesség 165 km/h-ra nőtt, a minimális légnyomás pedig 977 mbarra esett. A vihar kiterjedésére jellemző, hogy a centrum 35 km sugarú környezetében hurrikán erősségű szél fújt, de még a magtól 175 km-re is trópusi vihar erősségű szelet mértek. Másnap a vihar továbbra is északnyugat felé mozgott 17 km/h sebességgel. Repülőgépes mérésekkel a délelőtti órákban 185 km/h-s szélsebességet észleltek, így a Dorian hurrikán hármas fokozatúnak minősült. Estére a szélsebesség 215 km/h-ra nőtt, amivel a vihar négyes fokozatúvá erősödött. A légnyomás 950 mbarra esett a forgószél magjában, amely a nap végén Miamitól 930 km-re keletre helyezkedett el.
Augusztus 31-én a hurrikán a Nagy-Antilláktól északra, a Bahama-szigetektől keletre fekvő nyílt tengerrészen haladt keresztül, nyugati irányban, 13 km/h sebességgel. A nap végén a vihar szeme a Bahamák északi részén található Abaco-szigetektől 200 km-re keletre volt, de a centrum 45 kilométeres körzetében hurrikán erősségű szél tombolt. A maximális szélsebesség 240 km/h, a minimális légnyomás 940 mbar volt.
Szeptember 1-jén reggel az amerikai légierő hurrikánkövető repülőgépe átrepült a vihar szemén, és a legnagyobb intenzitású zónában, a szemfalban 260 km/h-ás szélsebességet mért, ennél is erősebb széllökésekkel. Ezzel a Dorian hurrikán ötös fokozatúvá vált. A minimális légnyomás 927 mbarra esett. A délelőtti órákban a hurrikán tovább erősödött, a szélsebesség 295 km/h-ra nőtt, a minimális légnyomás 911 mbarra csökkent. A vihar elérte az Abaco-szigeteket, ahol a szél mellett heves esőzés és vihardagály is pusztított. Becslések szerint 3–600 mm eső esett a vihar átvonulása alatt, a vihardagály pedig 5-7 méterrel megemelte a tenger szintjét a szél felőli partoknál. A nap végére a hurrikán – változatlan intenzitással – partot ért a szomszédos Grand Bahama szigeten is. A pusztítást fokozta az is, hogy a forgószél haladó mozgása 9 km/h-ra lassult, és így a tomboló vihar hosszú ideig sújtotta ugyanazt a területet. Ezen a ponton mintegy 150 kilométer átmérőjű zónában tombolt hurrikán erősségű szél.
Szeptember 6-án a reggeli órákban a Dorian hurrikán szeme az észak-karolinai Hatteras-foknál partot ért az Egyesült Államokban. A maximális szélsebesség ezen a ponton 150 km/h volt, 956 mbaros minimális légnyomás mellett.

## Áldozatok és károk
Barbados volt az első helyszín, ahol a Dorian trópusi ciklon partot ért, de a szigetországban csupán a keleti parton keletkeztek komoly károk. Mia Mottley miniszterelnök augusztus 27-i sajtótájékoztatóján elmondta: 103 ember töltötte az augusztus 27-re virradó éjszakát a katasztrófavédelem menhelyén, de komoly személyi sérülés szerencsére nem történt.
Saint Lucián komoly károk nélkül haladt keresztül a trópusi vihar. A National Emergency Management Organization (Nemzeti Polgári Védelmi Szervezet) augusztus 28-án arról számolt be, hogy a villamos és ivóvízhálózat zavartalanul működik, az utak épek, a repülőterek üzemelnek.
Puerto Ricót és a Virgin-szigeteket már hurrikánná erősödve érte el a Dorian ciklon. Ezeken a szigeteken jelentős áramkimaradások voltak, és helyenként vízkárok is történtek, de ezek nem voltak összemérhetők a Maria hurrikán két évvel korábbi pusztításával. Puerto Ricóban egy személy meghalt a hurrikánnal összefüggő balesetben.
2 ember meghalt Észak-Karolinában, 6 Floridában és 46 a Bahamákon.